# 中山 (新潟市東区)
中山（なかやま）は、新潟県新潟市東区の町字。現行行政地名は中山一丁目から中山八丁目。住居表示実施済み区域。郵便番号は950-0861。

## 概要
1889年（明治22年）から現在の大字。及び
1981年（昭和56年）から現在の町名。栗ノ木川東方に位置する。
もとは江戸時代から1889年（明治22年）まであった中山新田。および1889年（明治22年）から1981年（昭和56年）まであった大字中山の区域の一部。

### 隣接する町字
北から東回り順に、以下の町字と隣接する。
- 山木戸
- 牡丹山
- 竹尾
- 紫竹
- 本馬越

## 歴史
地元の伝承では天正年間に長井市右衛門、惣左衛門が開発したとされるが、慶長年間の藩史料に村名が記されていない。一説には1637年（寛永14年）の開発とされる。
1889年（明治22年）に木戸村の大字となり、当初は中山新田と称した。沼垂および通船川沿いの工業地帯に近いことから、1955年（昭和30年）以降に住宅地として急速に発展した。

### 年表
- 1889年（明治22年）4月1日 : 合併により木戸村の大字となる。
- 1901年（明治34年）11月1日 : 合併により石山村の大字となる。
- 1943年（昭和18年）5月3日 : 合併により新潟市の大字となる。
- 2007年（平成19年）4月1日 : 新潟市の政令指定都市移行により、東区の大字となる。

## 世帯数と人口
2018年（平成30年）1月31日現在の世帯数と人口は以下の通りである。
| 丁目       | 世帯数    | 人口    |
| ---------- | --------- | ------- |
| 中山一丁目 | 228世帯   | 499人   |
| 中山二丁目 | 364世帯   | 740人   |
| 中山三丁目 | 169世帯   | 361人   |
| 中山四丁目 | 448世帯   | 888人   |
| 中山五丁目 | 421世帯   | 879人   |
| 中山六丁目 | 538世帯   | 1,246人 |
| 中山七丁目 | 554世帯   | 1,289人 |
| 中山八丁目 | 468世帯   | 958人   |
| 計         | 3,190世帯 | 6,860人 |

## 小・中学校の学区
市立小・中学校に通う場合、学区は以下の通りとなる。
| 丁目       | 番地 | 小学校             | 中学校               |
| ---------- | ---- | ------------------ | -------------------- |
| 中山一丁目 | 全域 | 新潟市立木戸小学校 | 新潟市立東新潟中学校 |
| 中山二丁目 | 全域 | 新潟市立木戸小学校 | 新潟市立東新潟中学校 |
| 中山三丁目 | 全域 | 新潟市立木戸小学校 | 新潟市立東新潟中学校 |
| 中山四丁目 | 全域 | 新潟市立木戸小学校 | 新潟市立東新潟中学校 |
| 中山五丁目 | 全域 | 新潟市立木戸小学校 | 新潟市立東新潟中学校 |
| 中山六丁目 | 全域 | 新潟市立木戸小学校 | 新潟市立東新潟中学校 |
| 中山七丁目 | 全域 | 新潟市立竹尾小学校 | 新潟市立木戸中学校   |
| 中山八丁目 | 全域 | 新潟市立竹尾小学校 | 新潟市立木戸中学校   |

## 主な企業・施設
- 新潟市立木戸小学校
- 新潟山木戸郵便局
- 新潟東警察署 中山交番
- ココカラファイン薬局 中山店
- ドラッグセイムス 中山店